# Coua gegant
El coua gegant (Coua gigas) és una espècie d'ocell de la família dels cucúlids (Cuculidae) que habita boscos, sabanes i estepes arbustives de l'oest i sud de Madagascar.